# Blagajski
Blagajski (lat. de Blagay), velikaška obitelj iz srednjovjekovne Slavonije; odvjetak velikaške obitelji Babonića. Prozvali su se prema gradu Blagaju na Sani. Od druge polovice 15. stoljeća isticali su, u duhu humanizma svoje tobožnje srodstvo s rimskom obitelji Orsini.

## Povijest obitelji
Osnivači obitelji su braća Nikola III. i Dujam († o. 1370.), sinovi goričkog kneza Radoslava II. Babonića. Budući da knez Nikola III. nije imao potomaka, svi kasniji knezovi Blagajski potječu od loze njegova brata Dujma.
Dujmovi sinovi Ivan III., Nikola IV., Stjepan VII., Baboneg III. (IV.) i Toma nastavili su koristiti pridjevak Blagajski, kao i svi njihovi potomci. Za vrijeme sukoba hrvatskih i ugarskih velikaša s kraljicama Elizabetom i Marijom te Marijinim suprugom Žigmundom, Blagajski su izgubili gradove Ostrožac i Krupu, premda nisu sudjelovali u tom sukobu.
Godine 1436. kralj Žigmund vratio je Ostražac Nikolinim sinovima Ladislavu II. (spominje se 1396. – 1436.), Antunu I. (spominje se 1396. – 1436.) i Ivanu IV. (spominje se 1396. – 1442.) zbog vjernosti kraljevskoj kruni i zasluga.
Godine 1503. sinovi kneza Stjepana VIII. Blagajskoga, Antun II. i Grgur su osuđeni zbog krivotvorenja privilegija, zbog čega im je kralj Ludovik II. Jagelović oduzeo dio posjeda, među kojima i Blagaj na Sani, Brubno i Ostrožac. Istovremeno su Osmanlije napadale i pustošile njihove preostale posjede što je znatno slabilo njihov položaj i mogućnost opstanka u Slavoniji, a kriza je dovela i do sukoba unutar obitelji.
Grgurov sin, Stjepan IX. († 1547.) je pristao uz austrijskog nadvojvodu Ferdinanda Habsburškog. Konačno je knez Franjo Blagajski († 1583.) odlučio napustiti obiteljske posjede u Hrvatskoj, koje više nije mogao braniti od osmanske navale i preselio se u Kranjsku. Njegov sin, Grgur Blagajski († 1590.) postao je kranjski plemić. Zadnji član roda koji se istaknuo u hrvatskoj povijesti bio je Franjin brat, knez Stjepan X. Blagajski († 1598.) koji je sudjelovao u 22. lipnja 1593. godine u bitci kod Siska i kasnije u sukobu kod Karlovca, gdje je i poginuo. Time je iz hrvatske povijesti nestala jedna od zaslužnih i istaknutih velikaških obitelji.
Blagajski su živjeli u Kranjskoj do kraja 19. stoljeća, a izumrli su smrću Ljudevita Blagajskog († 1897.), koji nije ostavio muških potomaka.